# Holubí pošta

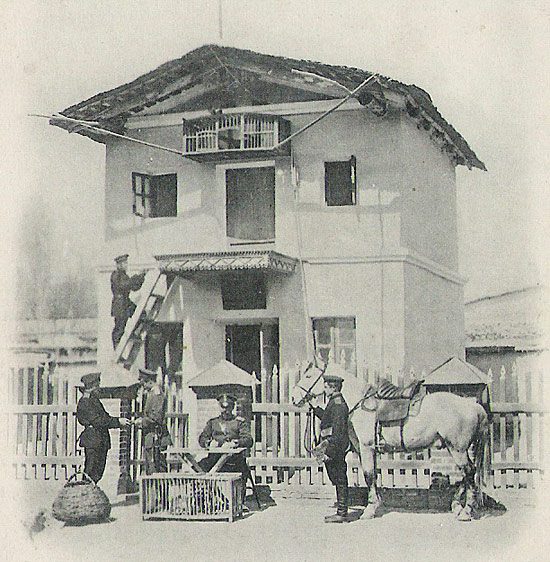
Stanice holubí pošty carské ruské armády v Turkestánu

Holubí pošta, dopravování zpráv pomocí holuba domácího, případně dopravování zpráv pomocí jiných druhů vycvičených ptáků, byla dlouhou dobu lidských dějin prakticky nejrychlejším způsobem dopravování zpráv. Její nevýhodou však bylo jednak to, že holub unese jen velmi omezený náklad, jednak to, že se dokáže vracet pouze na místo, kde vyrostl. Holub je využitelný tedy jen na doručení zpráv s cílem v místě domovského holubníku. Dnes má holubí pošta jen malý praktický význam, jde spíš o sport a koníček.

## Historie
Holuby využívaly k přepravě zpráv mnohé národy již ve starověku , např. starověká Čína, staří Egypťané, starověké Řecko, římské legie. Ve středověku byla holubí pošta využívána např. při křižáckých válkách. Holubí pošta byla využívána při napoleonských válkách. Velký význam měla při prusko-francouzské válce v letech 1870–1871, kdy poštovní holubi zajišťovali spojení obležené Paříže s celou Francií. Holubí pošta zajišťovala od roku 1897 do roku 1908 poštovní spojení mezi Velkým bariérovým ostrovem a Aucklandem. Poštovní holubi byli využíváni pro zasílání zpráv v 1. i ve 2. světové válce. Do roku 2008 je využívala indická pošta.

### Československý zákon o poštovních holubech
Československý zákon o poštovních holubech z roku 1924, který platil až do roku 1961, striktně omezoval jejich chovatelství. To bylo povoleno vojenské správě a dále pouze těm československým státním příslušníkům, kteří byli členy některého spolku chovatelů poštovních holubů, sdruženého v Ústředním svazu spolků chovatelů poštovních holubů. Zákon mezi jiným stanovil, že za mobilisace a ve válce byl každý držitel poštovních holubů povinen je na vyzvání vojenské správy odevzdati do jejího vlastnictví. Za chování poštovních holubů ohrožující bezpečnost republiky mohl být chovatel odsouzen do vězení až na šest měsíců a k pokutě do 50 000 Kč.

## Celina holubí pošty
Pro filatelistický trh (i v Československu) byl vydáván zvláštní druh poštovních celin (pigeongram). Byly jednorázové, velmi lehké a velikostí uzpůsobené tvaru pouzdra neseného holubem.

## Galerie

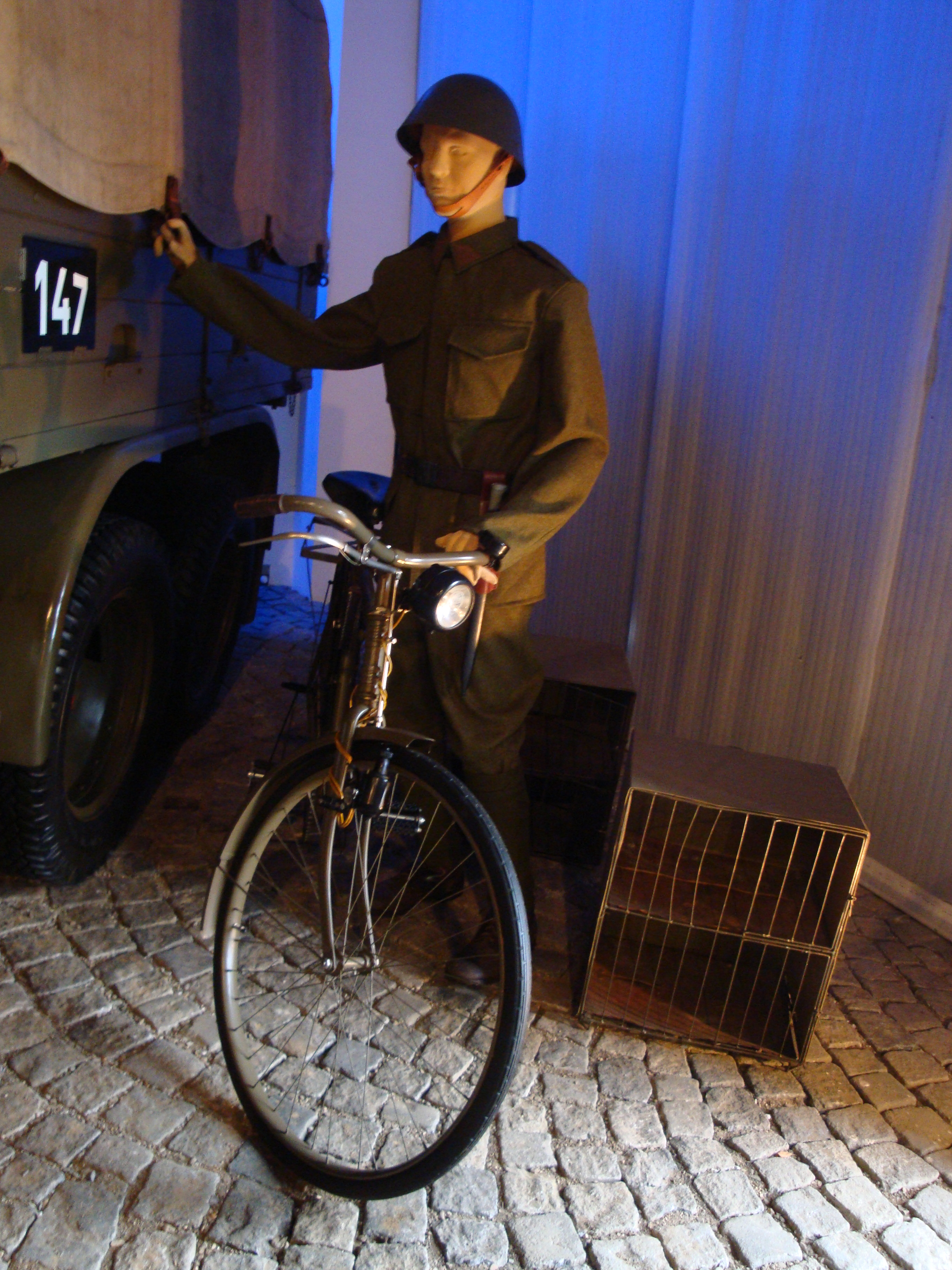
Vojenský cyklista s převozným holubníkem holubí pošty (Vojenské muzeum Lešany)
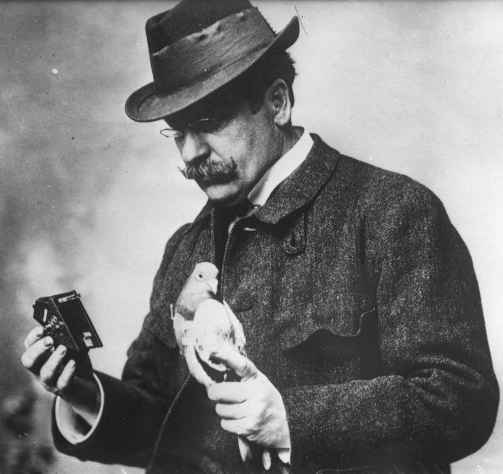
Lékárník Julius Neubronner (1914) s poštovním holubem, který má na sobě připevněn automatický fotoaparát
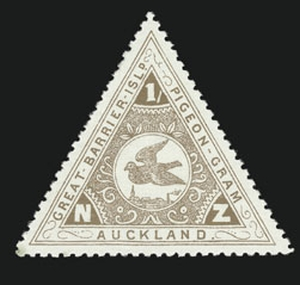
Poštovní známka používaná pro novozélandskou holubí poštu

## Související umělecká díla
- Holubí pošta (román), Pigeon Post, román Arthur Ransome z roku 1936
- Harry Potter: k dopravě zpráv používají kouzelníci soví poštu